# Mount Codrington
Mount Codrington ist ein markanter und 1520 m hoher Berg im ostantarktischen Enderbyland. Er ragt rund 40 km südsüdöstlich des Kap Close und 28 km östlich des Johnston Peak auf.
Teilnehmer der British Australian and New Zealand Antarctic Research Expedition (1929–1930) unter der Leitung des australischen Polarforschers Douglas Mawson kartierten ihn 1930 als denjenigen Berg, den der britische Seefahrer John Biscoe im März 1831 gesichtet und benannt hatte.